# Чжао Шуай
Чжао Шуай (кит.: أ赵帅, нар. 15 серпня 1995, Шеньян, Китай) — китайський тхеквондист, олімпійський чемпіон 2016 року, бронзовий призер Олімпійських ігор 2020 року, чемпіон світу.

## Виступи на Олімпіадах
| Олімпіада           | Дисципліна | Місце |
| ------------------- | ---------- | ----- |
| Ріо-де-Жанейро 2016 | до 58 кг   | 1     |
| Токіо 2020          | до 68 кг   | 3     |

## Зовнішні посилання
- Чжао Шуай — олімпійська статистика на сайті Sports-Reference.com (англ.) (архівна версія)